# Kapias Pulau Buaya
Kapias Pulau Buaya is een bestuurslaag in het regentschap Tanjung Balai van de provincie Noord-Sumatra, Indonesië. Kapias Pulau Buaya telt 6989 inwoners (volkstelling 2010).